# Пасано (Римини)
Пасано је насеље у Италији у округу Римини, региону Емилија-Ромања.
Према процени из 2011. у насељу је живело 193 становника. Насеље се налази на надморској висини од 123 м.